# Piazza Carlo di Borbone

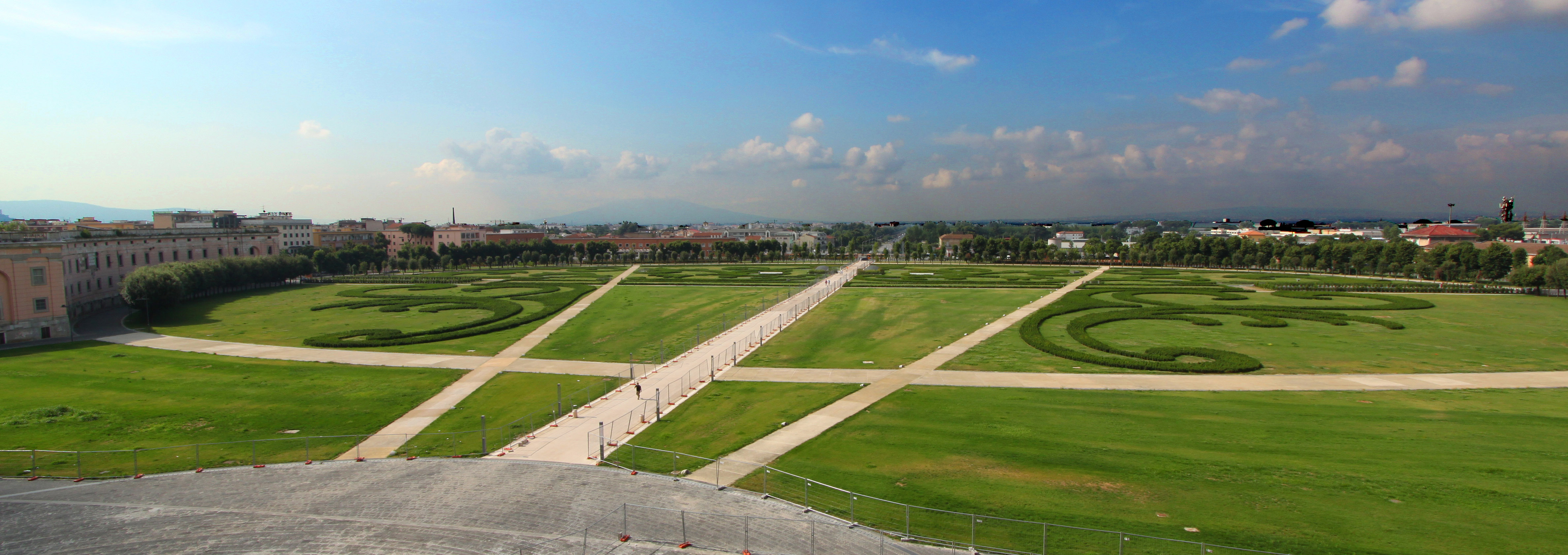
La place depuis les fenêtres du palais royal, en direction du Vésuve.

La Piazza Carlo di Borbone, appelée Piazza Carlo III jusqu'en 2020, est une grande place située à Caserte, dans la région italienne de Campanie. Construite par l'architecte Luigi Vanvitelli à partir du milieu du XVIIIe siècle, elle est dédiée à Charles III d'Espagne, roi de Naples, qui fit construire le palais de Caserte situé en face.

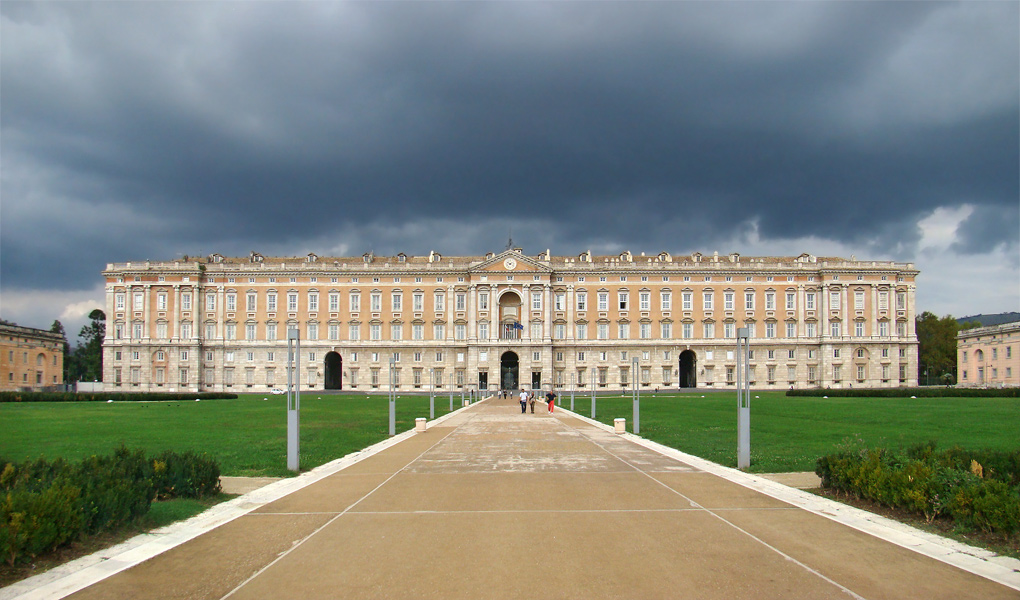
Le palais de Caserte vu depuis le centre la Piazza Carlo di Borbone.

Grâce à son importante superficie, qui est d'environ 130 000 m2, il s'agit de la plus grande place d'Italie et même d'une des plus grandes au monde. Mais étant un grand espace vert qui se dresse devant le palais, elle peut être davantage considérée comme une esplanade que comme une véritable place.